# Herten (Belgique)
Pour les articles homonymes, voir Herten.
Herten est une section de la commune belge de Wellen située en Région flamande dans la province de Limbourg. C'était une commune à part entière avant la fusion des communes de 1977.

## Toponymie
Harteum ou Harteun (1078), Hertinis (1200), Herten (1200), Hertenes (1205)

## Démographie

### Évolution démographique
- Sources : INS, Rem. : 1831 jusqu'en 1970 = recensements, 1976 = nombre d'habitants au 31 décembre[3].